# Liste der Kulturdenkmale in Kiebitzreihe
In der Liste der Kulturdenkmale in Kiebitzreihe sind alle Kulturdenkmale der schleswig-holsteinischen Gemeinde Kiebitzreihe (Kreis Steinburg) und ihrer Ortsteile aufgelistet (Stand: 10. März 2025).

## Legende
In den Spalten befinden sich folgende Informationen:
- Objekt-ID: die Nummer des Kulturdenkmales
- Lage: die Adresse des Kulturdenkmales und die geographischen Koordinaten. Kartenansicht, um Koordinaten zu setzen. In der Kartenansicht sind Kulturdenkmale ohne Koordinaten mit einem roten Marker dargestellt und können in der Karte gesetzt werden. Kulturdenkmale ohne Bild sind mit einem blauen Marker gekennzeichnet, Kulturdenkmale mit Bild mit einem grünen Marker.
- Offizielle Bezeichnung: Bezeichnung des Kulturdenkmales
- Beschreibung: die Beschreibung des Kulturdenkmales
- Bild: ein Bild des Kulturdenkmales

## Bauliche Anlagen
| Objekt-ID      | Lage                                         | Offizielle Bezeichnung | Beschreibung | Bild |
| -------------- | -------------------------------------------- | ---------------------- | --- | ---- |
| 7276 Wikidata  | Bekenreihe 14 (53° 47′ 11″ N, 9° 35′ 29″ O)  | Wohnhaus Fritz Höger   | Umbau des Elternhauses des Architekten Fritz Höger, begonnen 1932, von 1943 bis 1949 durch Höger selbst bewohnt. Alteintragung (Aktualisierung vorgesehen) - Begründung: geschichtlich, wissenschaftlich, künstlerisch, städtebaulich - Schutzumfang: Alteintragung (Aktualisierung vorgesehen) - Denkmaltyp: Bauliche Anlage | BW   |
| 31840 Wikidata | Hauptstraße 41 (53° 46′ 58″ N, 9° 36′ 45″ O) | Ehemalige Rauchkate    | Alteintragung (Aktualisierung vorgesehen) - Begründung: geschichtlich, Kulturlandschaft prägend - Schutzumfang: gesamtes Objekt - Denkmaltyp: Bauliche Anlage | BW   |

## Gründenkmale
| Objekt-ID      | Lage                                        | Offizielle Bezeichnung             | Beschreibung | Bild |
| -------------- | ------------------------------------------- | ---------------------------------- | --- | ---- |
| 27040 Wikidata | Bekenreihe 14 (53° 47′ 11″ N, 9° 35′ 29″ O) | Gartenanlage mit Skulpturenschmuck | Alteintragung (Aktualisierung vorgesehen) - Begründung: geschichtlich, wissenschaftlich, künstlerisch, städtebaulich - Schutzumfang: gesamtes Objekt - Denkmaltyp: Gründenkmal | BW   |